# Черноморски еликсир
Черноморски еликсир е бял хибриден винен сорт грозде, селектиран чрез кръстосване на сортовете Мискет портокалов цвят и Димят във ВСИ „Васил Коларов“, гр. Пловдив. Патентован е и в Австралия. Утвърден е като самостоятелен сорт в България през 1977 г.
Лозите се отличават със силен растеж и родовитост и устойчивост към загниване и ниски температури. Черноморски еликсир е среднозреещ винен сорт. Технологичната зрялост на гроздето настъпва в средата на септември. От декар се получават добиви от 1500 – 1600 кг.
Гроздовете са средни, цилиндрично-конични, среднеплътни. Зърната са средни, закръглени. Кожицата е дебела, средно твърда, обилно покрита с восъчен налеп. Месото е сочно, сладко, с добре изразен мискетов аромат и хармоничен вкус.
Сортовите вина се отличават с красив светложълт цвят със зеленикави оттенъци, специфичен мискетов аромат, свежест и хармоничност. От гроздето се получават и висококачествени мискетови ракии.